# 鹿茸草
鹿茸草（学名：Monochasma sheareri）为玄参科鹿茸草属下的一个种。